# Stroitel Stadion, Sjelechov
Stroitel Stadion är en arena i Sjelechov, Ryssland.
Den används av lokala bandy- och fotbollsklubbar. Arenan användes under världsmästerskapet i bandy för damer 2012 och världsmästerskapet i bandy för herrar 2014.